# Eugenia Charles
Dama Mary Eugenia Charles, DBE (15 de maio de 1919 - 6 de setembro de 2005) foi uma política dominicana que foi primeira-ministra de 21 de julho de 1980 até 14 de junho de 1995. A primeira mulher advogada na Dominica, ela foi a primeira de Dominica, e até agora única, primeira-ministra.
Ela foi a primeira mulher nas Américas a ser eleita por direito próprio como chefe de governo. Ela serviu pelo segundo período mais longo de qualquer primeiro-ministro dominicano, e foi a terceira primeira-ministra mais antiga do mundo, atrás de Sirimavo Bandaranaike do Sri Lanka e Indira Gandhi da Índia. Ela estabeleceu um recorde para o serviço contínuo mais longo de qualquer mulher como primeira-ministra, com quase 15 anos de serviço.
Ela foi apelidada ao longo dos anos de "Dama de Ferro do Caribe", em alusão a Margaret Thatcher.

## Inicio de vida
Eugenia Charles foi neta de escravos em Dominica, sendo que seu pai um homem livre, atingiu certo sucesso no ramo de exportação de frutas e depois como um pequeno banqueiro local, e conseguiu estabelecer um bom padrão de vida e educação para Eugenia na época. Estudou em escolas somente para meninas em Dominica e Granadas. Com o tempo interessou-se pela área do direito. 
Realizou seus estudos universitários na década de 1940, no Canadá e Reino Unido, países mais abertos naquela época para a presença feminina em universidades. Tornou-se a primeira advogada de Dominica. A partir dos anos 60 começou a ingressar na vida política da pequena ilha.
Eugenia no ano de 1991, ganhou o título de dama, pela Ordem do Império Britânico.

## Carreira política
Em 1967, ela se envolveu com o grupo ativista Freedom Fighters, no ano seguinte o grupo se fundiu com o Movimento Nacional Democrático de Dominica para se tornar o Partido da Liberdade de Dominica (DFP). O partido realizou sua primeira convenção em junho de 1969 e Eugenia Charles foi nomeado seu líder, cargo que ocuparia até 1995.
Charles disputou as eleições gerais de 1970, mas perdeu para Patrick John. Ela foi eleita para a Câmara da Assembléia nas eleições gerais de 1975, representando o distrito da Central Rouseau e se tornou a líder da oposição. Foi figura central na conferência constitucional de 1977 em Londres e apoiou ativamente que Dominica ganhasse total independência do Reino Unido em 1978. Em 1979, ela foi membro do Comitê de Salvação Nacional, que criou um governo interino após a renúncia de Patrick John.
Eugenie Charles tornou-se primeiro-ministra quando o DFP venceu as eleições gerais de 1980, a primeira vitória eleitoral do partido. Ela assumiu o lugar de Oliver Seraphin, que havia assumido o cargo apenas no ano anterior, quando protestos em massa forçaram o primeiro primeiro-ministro da história do país, Patrick John, a renunciar. 
Seu primeiro mandato foi focado na reconstrução de infraestrutura e gerenciamento de desastres, pois o furacão David atingiu o país em 29 de agosto de 1979. Além disso, atuou como Ministra das Relações Exteriores de Dominica de 1980 a 1990, ministra das Finanças de 1980 a 1995 e como a presidente da Organização dos Estados do Caribe Oriental (OECS).
Em 1981 enfrentou duas tentativas de golpe de Estado. Naquele ano, Frederick Newton, comandante das Forças Armadas de Dominica, organizou um ataque à sede da polícia em Roseau, resultando na morte de um policial. Newton e cinco outros soldados foram considerados culpados no ataque e condenados à morte em 1983. As sentenças dos cinco cúmplices foram posteriormente comutadas para prisão perpétua, mas Newton foi executado em 1986.[15]
Em 1981, um grupo de mercenários canadenses e americanos, principalmente afiliados a grupos supremacistas brancos e Ku Klux Klan, planejaram um golpe para restaurar o ex-primeiro-ministro Patrick John ao poder. A tentativa, chamada de Operação Red Dog, foi frustrada por agentes federais americanos em Nova Orleans, Louisiana.
Charles tornou-se mais conhecida no exterior por seu papel na preparação para a invasão de Granada pelos Estados Unidos em 25 de outubro de 1983. Após a prisão e execução do primeiro-ministro de Granada, Maurice Bishop, Eugenia estava servindo como presidente da OECS, fez um apelo à intervenção dos Estados Unidos, Jamaica e Barbados. Ela apareceu na televisão com o presidente dos EUA Ronald Reagan, apoiando a invasão. 
Ela foi reeleita nas eleições gerais de 1985 e 1990. Eugenia Charles e seu partido eram considerados conservadores pelos padrões caribenhos, mas tinha propostas muitas vezes mais ao centro ou de esquerda, como algumas medidas de bem-estar social e de renda, e leis anti-corrupção e pró meio ambiente.